# Umbundu
L’umbundu, aussi écrit oumboundou en français, est la langue du peuple Ovimbundu (à ne pas confondre avec la langue kimbundu, parlée par les Ambundu ou Akwambundu) qui vivent au nord des Ovimbundu. L'umbundu et le kimbundu font partie de la famille des langues bantoues.
L'umbundu est parlé à la maison par 5,9 millions d'Angolais, selon le recensement du pays de 2014, et constitue donc la langue bantoue la plus parlée en Angola.
Les Ovimbundu ont été colonisés tout au long du XIXe siècle par les Portugais et leur langue a été transcrite en alphabet latin par des missionnaires portugais (catholiques) et américains (protestants). Ces derniers ont aussi élaboré une grammaire de l'umbundu qui continue à faire foi.